# Final da Copa do Mundo de Ginástica Artística de 1980
A quinta Final da Copa do Mundo de Ginástica Artística foi realizada na cidade de Toronto, no Canadá, em 1980 e contou com as provas do individual geral masculino e feminino.

## Medalhistas
| Evento           | Ouro                 | Prata              | Bronze            |
| ---------------- | -------------------- | ------------------ | ----------------- |
| Masculino        |                      |                    |                   |
| Individual geral | URS Bogdan Makuts    | URS Eduard Azaryan | JPN Koji Gushiken |
| Feminino         |                      |                    |                   |
| Individual geral | URS Stella Zakharova | GDR Maxi Gnauck    | GDR Steffi Kräker |

## Quadro de medalhas
| Ordem | País              | Medalha de ouro | Medalha de prata | Medalha de bronze | Total |
| ----- | ----------------- | --------------- | ---------------- | ----------------- | ----- |
| 1     | União Soviética   | 2               | 1                |                   | 3     |
| 2     | Alemanha Oriental |                 | 1                | 1                 | 2     |
| 3     | Japão             |                 |                  | 1                 | 1     |
| TOTAL | TOTAL             | 2               | 2                | 2                 | 6     |